# Station Ham Street
Ham Street is een spoorwegstation van National Rail in Hamstreet, Ashford in Engeland. Het station is eigendom van Network Rail en wordt beheerd door Southern. Het station is geopend in 1851.